# Sint-Theodarduskerk (Beringen-Mijn)

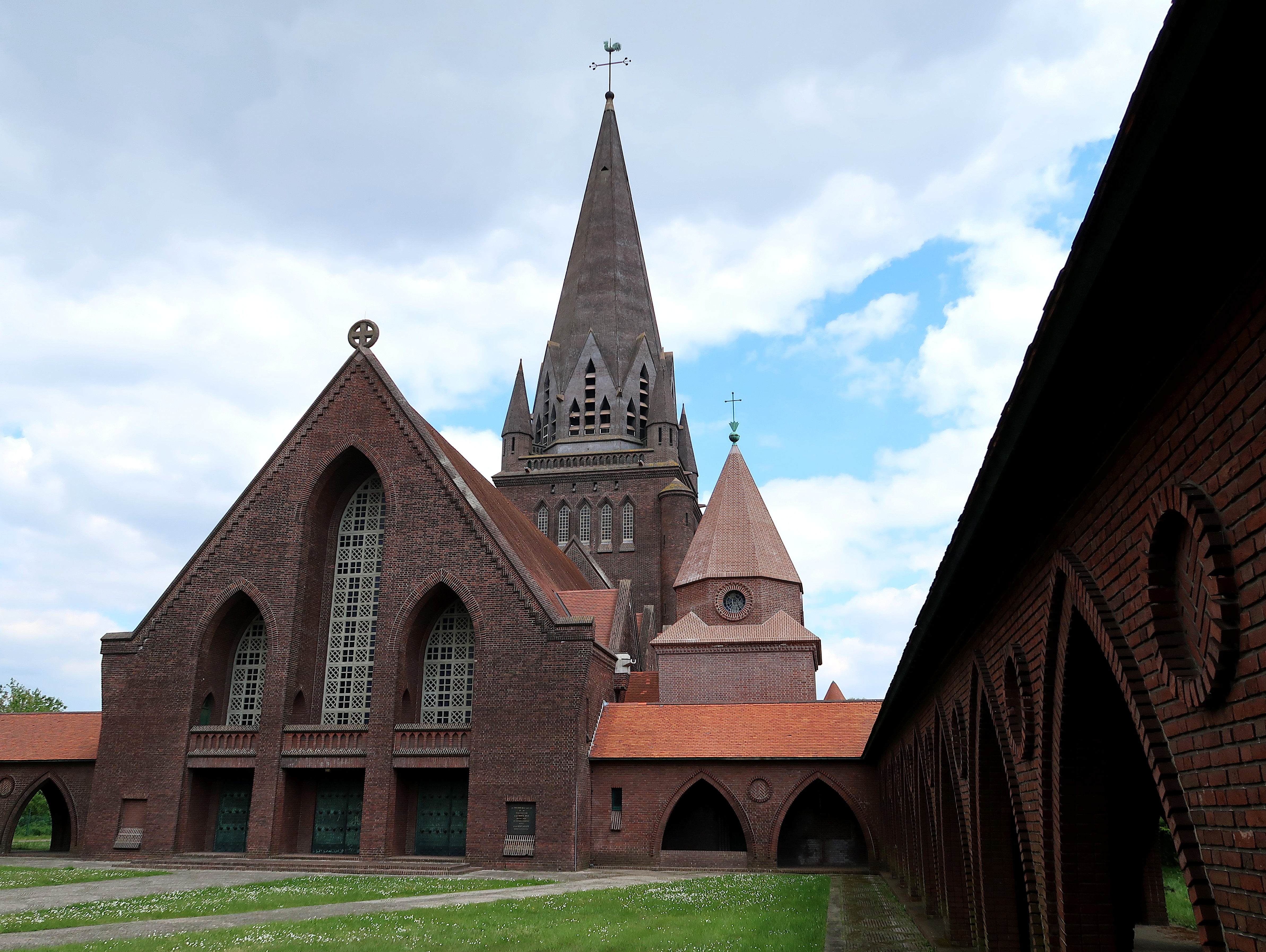
De mijnkathedraal Sint-Theodardus

De Sint-Theodarduskerk is de parochiekerk van Beringen-Mijn in de Belgische provincie Limburg. De kerk, gelegen aan de Koolmijnlaan, is een van de vijf mijnkathedralen.
Nadat de steenkoolmijn van Beringen werd gebouwd, ontwikkelde zich daarnaast de fabrieksnederzetting Beringen-Mijn. Van 1939-1943 bouwde men aan deze imposante kerk, die ontworpen werd door Henry Lacoste. Het is een massieve baksteenbouw, een voorbeeld van baksteenexpressionisme. De eenbeukige kruiskerk heeft een zware vieringtoren die 71,5 meter hoog is en waarvan ook de spits in baksteen werd uitgevoerd. De wanden zijn versierd door onder andere het toepassen van mijterbogen.
Aan de voorzijde van de kerk bevindt zich een soort atrium, dat wordt omsloten door een spitsbooggalerij. Aan de achterzijde van de kerk bevindt zich een complex van parochiegebouwen, dat om een binnenplaats is gegroepeerd.

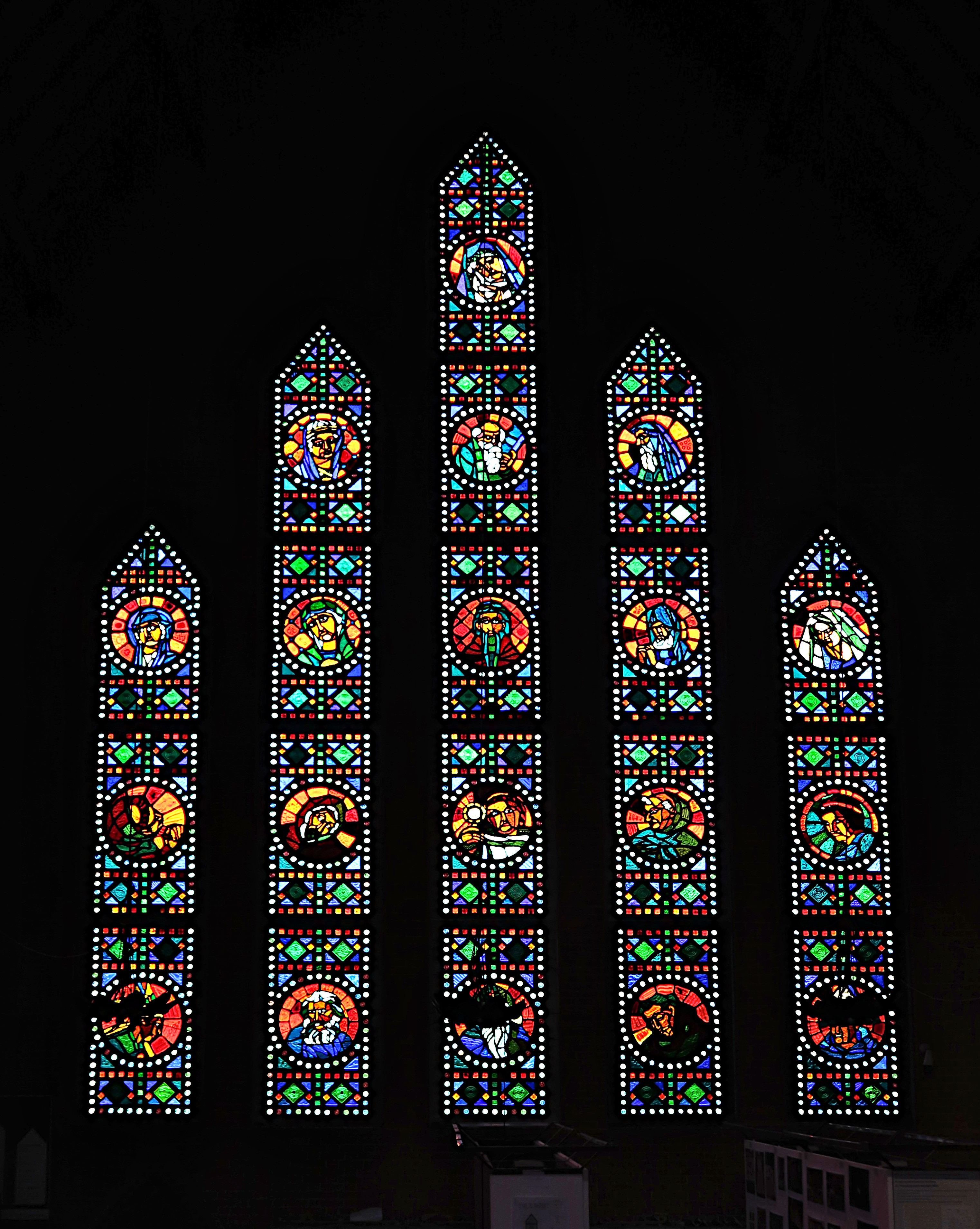
Glasraam in Sint-Theodarduskerk

Bijzonder zijn ook de glasramen in de kerk, ook ontworpen door architect Henry Lacoste. De kleurige glas-in-betonramen bevatten glas op maat gemaakt in de kristalfabriek van Val Saint-Lambert en vervolgens werden ze op de mijn in gewapend beton gegoten. 
In 1985 kreeg de kerk een beschermde status.